# Nikołaj Mielnicki
Nikołaj Michajłowicz Mielnicki (ros. Николай Михайлович Мельницкий; ur. 9 maja 1887 w Kijowie, zm. 7 listopada 1965 w Paryżu) – rosyjski strzelec sportowy, medalista olimpijski.
Brał udział w igrzyskach olimpijskich w 1912 roku, startując łącznie w 4 konkurencjach. W pistolecie dowolnym z 50 metrów zajął 33. miejsce, a drużynowo był czwarty. Z kolei w pistolecie pojedynkowym indywidualnie był 22., a w konkurencji drużynowej zdobył srebrny medal olimpijski (wraz z Gieorgijem Pantielejmonowem, Pawłem Wojłosznikowem i Amosem Kaszem). Jest to jego największy sportowy sukces w karierze.
Ukończył szkołę w Pawłowsku (1906). Był w stopniu pułkownika, służył w dywizji Siemionowa. W 1912 roku opuścił Sankt Petersburg i wyjechał do Sewastopola, gdzie szkolił się w prowadzeniu samolotu. Uczestniczył w I wojnie światowej, był członkiem pułku lotniczego. Walczył w wojnie domowej w Rosji. W latach późniejszych wyemigrował do Francji, gdzie też zmarł.